# Notorious (альбом)
Notorious — четвёртый студийный альбом британской нью-вейв-группы Duran Duran, выпущенный 18 ноября 1986 года.
Продюсером данного релиза в этот раз выступил работавший уже ранее с группой при продюсировании синглов «The Reflex» и «Wild Boys», гитарист группы Chic — Найл Роджерс. Он также сыграл на гитаре на главном сингле альбома — «Notorious». Это единственный сингл альбома, который смог достичь былого коммерческого успеха (2-е место в США и 7-е место в Великобритании). Два последующих — «Skin trade» и «Meet El Presidente» не смогли попасть даже в первую двадцатку по обе стороны Атлантики (22-е место в Великобритании, 39-е в США и 24-е в Великобритании, 70-е в США соответственно).

## Стиль
После окончания Sing blue silver-тура 1983-84 года в поддержку третьего студийного альбома Seven and the Ragged Tiger, участники группы сделали творческий перерыв, разделившись на сайд-проекты — нью-вейв дуэт Arcadia и хард-фанк-рок группа The Power Station. При работе над новой пластинкой, был учтен опыт работы в данных музыкальных направлениях, что способствовала существенной смене стиля Duran Duran. В итоге, получившийся материал представлял собой зрелую работу, более характерную таким направлениям «чёрной» музыки, как фанк и соул, чем поп-ориентированным работам предыдущих сверхуспешных альбомов группы — Rio (1982) и Seven and the Ragged Tiger (1983).

## Написание и запись
Работа над альбомом началась в конце 1985 года, а первые сессии звукозаписи начались 19 июня 1986 года в Westside Studios в Лондоне и продолжились на различных студиях, среди которых Abbey Road, Maison Rouge, Skyline и AIR Studios. В связи с изменениями произошедшими в составе Duran Duran, к работе над пластинкой было привлечено большее количество музыкантов, чем при записи предыдущих трёх.
Рабочий процесс был осложнен тем, что в период 1985-86 годов, группу покинули два её участника — барабанщик Роджер Тейлор, пожелавший уйти из шоу-бизнеса в виду морального истощения и гитарист Энди Тейлор, потерявший энтузиазм к работе в рамках Duran Duran и пожелавший работать в музыкальном направлении, характерном более АОР, нежели классическому нью-вейв звучанию группы. Однако в отличие от Роджера, Энди принимал участие в написании и записи материала для пластинки вплоть до своего ухода из группы в первой половине 1986 года. Несмотря на то, что участие Энди Тейлора в работе над пластинкой является бесспорным фактом, сегодня даже сами музыканты не могут точно дать ответ на вопрос о том, на каких песнях в альбоме он выступил в качестве соавтора. Бывший гитарист Фрэнка Заппы и группы Missing Persons — Уоррен Куккурулло в 2004 году вспоминал, что в песне «American Science» авторство первого гитарного соло принадлежит именно Энди (звучит в промежутке между первым припевом и вторым куплетом), а ему самому — второе (звучит во время бриджа). Также есть мнение, что в заключительной песне «Proposition», всю гитарную партию исполнил Энди Тейлор. Демоверсия песни «A Matter of Feeling»  была записана с основным вокалом Энди Тейлора и значительно отличается от оригинала — в ней отсутствует припев, она имеет незаконченный текст, у неё быстрый темп и звучание более характерное сольному альбому Энди Тейлор — Thunder, который вышел годом позже. Переработанная позднее версия вошла в альбом и превратилась в лёгкую и лиричную поп-балладу. После того как Энди Тейлор покинул группу, Уоррен Куккурилло помог Duran Duran дописать материал и провел с группой тур в поддержку новой пластинки в качестве сессионного гитариста.

## Критика
Стиль нового альбома Duran Duran, записанный обновлённым составом после ухода Роджера и Энди Тейлоров как трио, ни критика, ни поклонники (основная масса которых в период с 1981 по 1985 годы была подростками и к моменту выхода пластинки Notorious уже успела повзрослеть) не приняли, что в свою очередь ударило как по его успеху в чартах (16 — е место в Великобритании, 12 — е место в США), так и по продажам, которые были заметно ниже по сравнению с предыдущими тремя альбомами.

## Список композиций
1. «Notorious» — 4:18
2. «American Science» — 4:43
3. «Skin Trade» — 5:57
4. «A Matter of Feeling»
5. «Hold Me» — 4:31
6. «Vertigo (Do the Demolition)» — 4:44
7. «So Misled» — 4:04
8. «Meet El Presidente» — 4:19
9. «Winter Marches On» — 3:25
10. «Proposition» — 4:57

## Музыканты

### Duran Duran
- Саймон Ле Бон — вокал, тексты
- Джон Тейлор — бас-гитара
- Ник Роудс — клавишные

### Сессионные музыканты
- Уоррен Куккурулло — гитара
- Найл Роджерс — гитара («Notorious»)
- Энди Тейлор — гитара («American Science» и «Proposition»)
- Стив Ферроне — ударные
- Джимми Маилин — перкуссия
- The Borneo Horns — духовая секция
- Кертис Кинг — бэк-вокал
- Бренда Уайт-Кинг — бэк-вокал
- Тесса Найлз — бэк-вокал
- Синди Мизелль — бэк-вокал